# Boscolo (cognome)
Boscolo è un cognome di lingua italiana.

## Varianti
Il cognome non ha varianti.

## Origine e diffusione
Il cognome ha diverse possibili origini. Potrebbe derivare da termini legati all'ambiente boschivo, al bosco o alla montagna in generale. Oppure vuole ricordare la figura di boscaiolo, mestiere che consiste nel taglio degli alberi. Tra le altre possibili teorie vi è quella che afferma che il cognome "Boscolo" potrebbe essere nato come soprannome per descrivere una persona che abitava vicino a un bosco o che vi lavorava. Nel 1400, a Firenze, si trovano tracce di questa cognomizzazione legate alla congiura antimedicea di Pier Paolo Boscolo, nella quale anche Machiavelli fu sospettato di essere coinvolto.
Il cognome Boscolo è particolarmente diffuso nell'Italia settentrionale, in particolare in Veneto, soprattutto nel veneziano.